# 世にも奇妙な物語 冬の特別編 (1994年)
『世にも奇妙な物語 冬の特別編』（よにもきみょうなものがたり ふゆのとくべつへん）は、1994年1月6日（木曜）21:00 - 22:54（JST）にフジテレビで放送された『世にも奇妙な物語』の特別編。

## 心の声が聞こえる

### キャスト
- 長瀬真紀 - 内田有紀
- エレベーターの男 - 今井雅之
- 露天主人・青木 - 高杉亘
- 幸子 - 田中有紀美
- 恵 - 宝生舞
- 純子 - 山下真希
- 母親 - ただのあっ子
- 涼子 - 沼倉絵里子
- 女子高生 - 薬師寺容子
- 山下 - 加藤良
- 由里 - 中沢早希
- 紳士 - 石波義人
- 男 - 伊藤哲哉
- 女 - 白崎貴子
- 管理人 - 星野亘
- 高橋刑事 - 金房求
- 点検技師 - 小谷野啓
- 岡村刑事 - 金子由之
- 幸子の彼氏 - 安田栄徳

### スタッフ
- 原案 - 浜田金広
- 脚本 - 田辺満
- 監督 - 木下高男

## 言葉の戦争

### キャスト
- 松倉暎吾 - 吉田栄作
- 吉本宏 - 彦摩呂
- 川崎弘子 - 伊藤美紀
- 公安・警部 - 大杉漣
- 部長・山崎 - 浅野和之
- ニュース・キャスター - 山崎一、須永慶
- モノポリーの男 - 飛志津秀治、山下徳久
- 社員・平田 - 林田十士男
- 女子社員・良子 - 鮎原美帆
- 女子社員・智美 - 佐竹京子
- 女子社員・京子 - 友里ゆり
- ハンバーガー屋・店員 - 杜美由記
- ハンバーガー屋・客 (OL) - 二宮知美
- 公安警察 - 竹田真、国本政守、小林操
- 社員 - 名倉潤、渡辺勝彦、鶴田東、大関正美
- サンドイッチマン - 北野政年
- 専務・片橋 - 北村総一朗

### スタッフ
- 原作 - 清水義範「ことばの国」（集英社）
- 脚本 - 戸田山雅司
- 監督 - 鈴木雅之

## ルナティック・ラヴ

### キャスト
- 僕 - 豊川悦司
- 田島紀子 - ちはる
- 樋口由美 - 中島ひろ子
- 菅井健一 - 原田雄司
- 女 - 岡美奈子、角口明美
- キャスター - 渡辺憲吉
- 司会者 - 松本朋丈
- 警官 - 光石研

### スタッフ
- 原作・脚本・監督 - 岩井俊二

## にぎやかな食卓

### キャスト
- 森田浩二 - いしだ壱成
- 森田修平 - 下條アトム
- 森田総一郎 - 早崎文司
- 森田明美 - 川嶋朋子
- 事務員 - 網野あきら
- 受付嬢 - 木村直子
- 看護婦 - 後藤展江
- 男の声 - 三田村慎
- 立花 - 角野卓造
- 森田小枝子 - 范文雀

### スタッフ
- 原案 - 井浪達也
- 脚本 - 沢村一幸
- 監督 - 井坂聡

## ふたり

### キャスト
- 高木美幸 - 西田ひかる
- 宮園リカ - 松野有里巳
- 水野研司 - 北見敏之
- 清美 - 立石涼子
- 恵子 - 堀川早苗
- 社長 - 高杉哲平
- 面接官 - 石山雄大、篠田薫、滝雅人
- 幸治 - 若尾義昭
- 洋子 - 葉月レイナ
- 典子 - 西側有利子
- 三島祐介 - 葛山信吾

### スタッフ
- 脚本 - 戸田山雅司、麻生かさね
- 監督 - 岩原直樹

## アバンストーリー「念写実験」
世にも奇妙な物語の放映作品一覧#特別編を参照。